# Liste de points extrêmes de la Norvège
Voici une liste de points extrêmes de la Norvège.

## Latitude et longitude
| \| Cap Nordkinn Lindesnes Vardetangen Kibergneset Knivskjellodden Pysen Holmebåen Hornøya Galdhøpiggen \| Localisation des points extrêmes de la Norvège |
| Cap Nordkinn Lindesnes Vardetangen Kibergneset Knivskjellodden Pysen Holmebåen Hornøya Galdhøpiggen                                                      |

### Norvège continentale
Cette liste comprend uniquement le territoire formé par la partie continentale de la Norvège (à l'exclusion des îles).
- Nord : cap Nordkinn, Finnmark (71° 05′ N, 27° 40′ E)
- Sud : Lindesnes, Vest-Agder (57° 58′ N, 7° 02′ E)
- Ouest : Vardetangen, Austrheim, Hordaland (60° 48′ N, 4° 57′ E)
- Est : Kibergneset, Vardø, Finnmark (70° 17′ N, 31° 04′ E)

### Norvège métropolitaine
Cette liste comprend le territoire formé par la Norvège métropolitaine, c’est-à-dire la Norvège continentale et les îles proches.
- Nord : Knivskjellodden, cap Nord, Finnmark (71° 10′ N, 25° 40′ E)
- Sud : Pysen, Mandal, Vest-Agder (57° 57′ N, 7° 34′ E)
- Ouest : Holmebåen, Solund, Sogn og Fjordane (61° 02′ N, 4° 30′ E)
- Est : Hornøya, Vardø, Finnmark (70° 23′ N, 31° 08′ E)

### Intégralité du territoire
Cette liste inclut l'intégralité du territoire norvégien.
- Nord : Rossøya, Svalbard (80° 49′ N, 20° 24′ E)
- Sud : île Bouvet (54° 24′ S, 3° 23′ E)
- Ouest : Høybergodden, Jan Mayen (70° 50′ N, 9° 05′ O)
- Est : Kræmerpynten on Kvitøya, Svalbard (80° 12′ N, 33° 31′ E)

## Altitude
- Maximale : Galdhøpiggen, 2 469 m
- Minimale : niveau de la mer, 0 m